# Tribunícia
|  | Per a altres significats, vegeu «Tribunitia». |

Tribunícia era el nom genèric de les lleis romanes que es referien als poders, facultats i altres circumstàncies dels tribuns militars, amb poder consolar o als tribuns de la plebs. També s'anomenaven així les lleis que eren presentades als comicis per un tribú de la plebs. Si la llei la presentava un cònsol era una llei consular i s'anomenava pretòria si ho era per un pretor. També les facultats dels tribuns eren anomenades potestat tribunícia. Aquesta potestat va ser després concedida als emperadors quan es va establir l'Imperi.